# ادنهوپ، ویکتوریا
ادنهوپ (به انگلیسی: Edenhope) یک شهرک در استرالیا است که در ویکتوریا (استرالیا) واقع شده‌است.